# Vego
Vego är Sveriges första helt vegetariska mattidning. Den utkommer varannan månad och erbjuder recept, produkter, artiklar, intervjuer, kostråd och krönikor inom vegetarisk matlagning. 
Tidningen grundades 2014 av Mattias Kristiansson, som även är chefredaktör. Tidningen VEGO är Sveriges största vegetariska tidning med en upplaga på 60 000 ex. 